# Costus laevis
Costus laevis là một loài thực vật có hoa trong họ Costaceae. Loài này được Ruiz & Pav. mô tả khoa học đầu tiên năm 1798.

## Hình ảnh

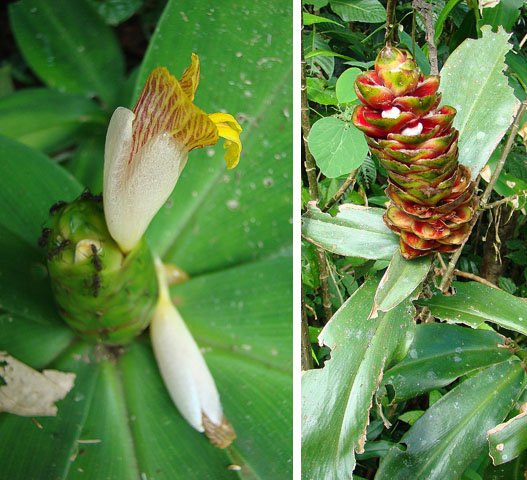
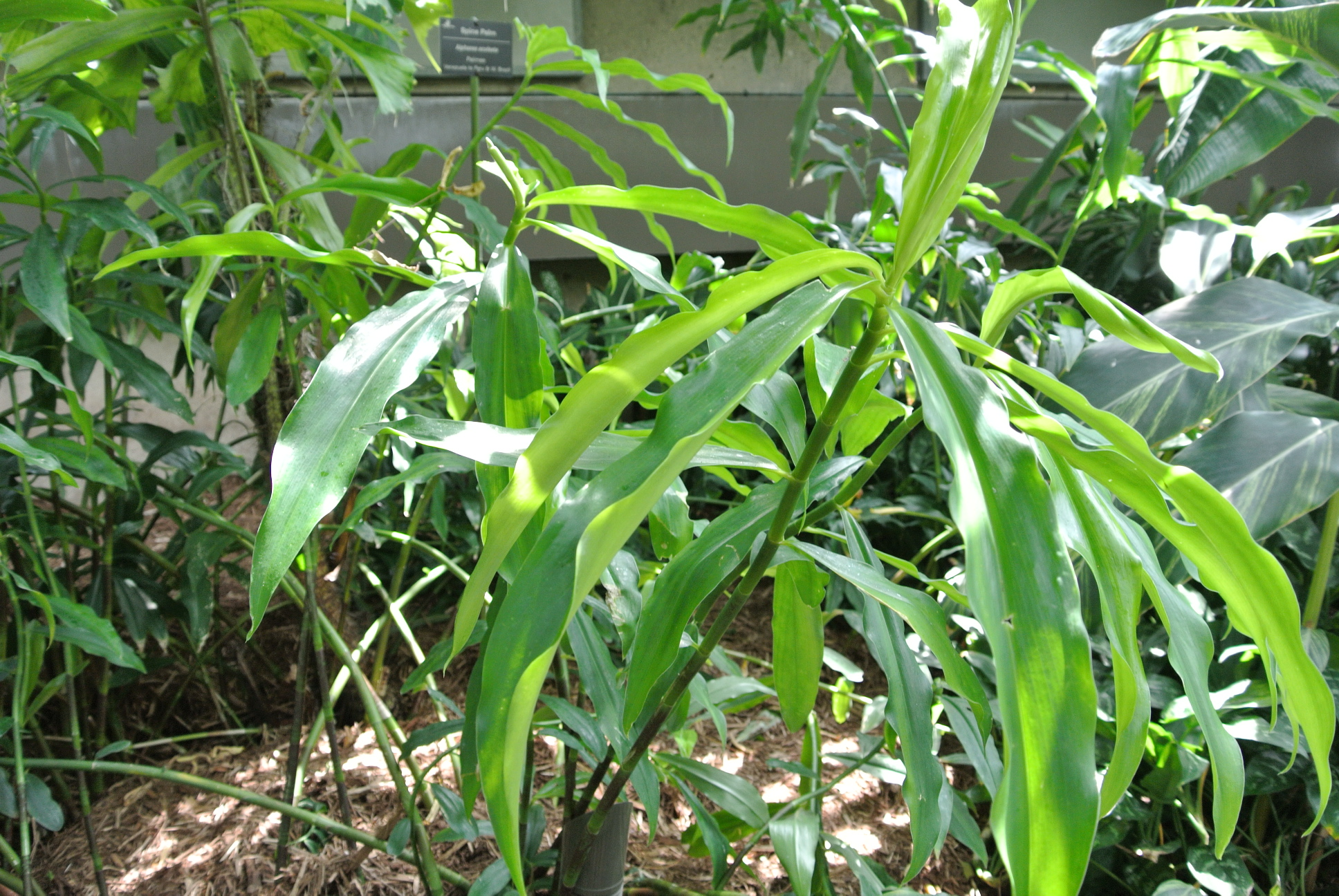